# Alyxia oubatchensis
Alyxia oubatchensis là một loài thực vật có hoa trong họ La bố ma. Loài này được (Schltr.) Guill. ex Boiteau mô tả khoa học đầu tiên năm 1979.